# John Harold Frowen
John Harold Frowen, britanski general, * 1898, † 1980.